# Eletefina
Eletefina es un alcaloide isoquinolina que fue aislado por primera vez en 1998 de Cissampelos glaberrima. Es una de las especies que contiene los poco conocidos llamados stephaoxocano, así como stephaoxocanidina, excentricina, y las stephalonganinas.